# 傑瑞米·史列特
傑瑞米·史列特（英語：Jeremy Slater）是一名美國電視與電影編劇、製片人，以電影《驚奇4超人》和《死亡筆記本》，與其創作的《雨傘學院》和《大法師》而知名，他在這些電視劇中擔任執行製作人。他也是Disney+網路影集《月光騎士》的首席編劇及執行製作人。

## 事業
史列特曾編寫由傑克·卡斯丹執導的動作喜劇片《My Spy》，由Primal Pictures製作的恐怖電影《Tape 4》，以及被列入2002年黑名單的超級英雄黑幫片《Man of Tomorrow》。
2012年7月，史列特受雇為2015年電影《驚奇4超人》撰寫劇本。電影於2015年8月上映後，史列特評論說自己寫的很多東西都沒有出現於完成的電影中（特別是他的第一幕版本），但他「將永遠感到榮幸，自己能在如此酷的沙盒中玩耍」。
據說史列特的《驚奇4超人》劇本的原始版本感覺更像是一部漫威影業的電影，是一部充滿動作的超級英雄冒險片，與最終電影的黑暗與現實的基調形成鮮明對比。它包括反派人物行星吞噬者（他是標題人物力量的來源）、鼴鼠人和末日博士（作為拉脫維尼亞獨裁者與行星吞噬者的預言者），與成品電影中他被描繪成有反社會人格的程式設計師形成鮮明對比。
史列特為小畑健的漫畫系列所改編的美國真人電影《死亡筆記本》（2017年）寫了草稿，該片由亞當·溫高德所執導。這部電影的完成版偏離並省略了他的原始劇本草稿中的幾個重要元素，充其量只是他的原始劇本草稿中出現了一些微小的元素。
史列特是《大法師》的創劇人兼執行製作人，這是一部根據同名電影所改編的電視劇。
2019年11月，史列特被漫威影業聘為Disney+網路影集《月光騎士》的首席編劇及執行製作人。
他將與詹姆斯·岡恩、喬恩·西爾波曼（Jon Silberman）、喬什·西爾波曼（Josh Silberman）和薩米·伯奇（Samy Burch）共同編寫即將上映的華納兄弟影業電影Coyote vs. Acme。
2022年1月，史列特被聘為《真人快打》續集電影的編劇。

## 影視作品

### 電影
| 年份 | 標題                          | 職務 | 職務 | 備註                                               |
| 年份 | 標題                          | 導演 | 編劇 | 備註                                               |
| ---- | ----------------------------- | ---- | ---- | -------------------------------------------------- |
| 2015 | 《》                          | 否   | 是   | 與盧克·道森共同編劇                                |
| 2015 | 《驚奇4超人》                 | 否   | 是   | 與賽門·金柏格和喬許·特蘭克共同編劇                 |
| 2016 | 《寵物情劫》                  | 否   | 是   |                                                    |
| 2017 | 《死亡筆記本》                | 否   | 是   | 與查爾斯·帕拉帕尼德斯和弗拉斯·帕拉帕尼德斯共同編劇 |
| 2024 | 《》                          | 否   | 是   | 與泰瑞·羅西奧和賽門·巴雷特 (製片人)共同編劇        |
| 2025 | 《真人快打2》                 | 否   | 是   |                                                    |
| N/A  | 《Coyote vs. Acme》           | 否   | 故事 | 未上映                                             |
| TBA  | 《Thread: An Insidious Tale》 | 是   | 是   | 導演處女作                                         |

執行製片人
- 《絲黛芬妮》（2017年）

### 電視劇
| 年份     | 標題         | 職務 | 職務        | 職務   | 備註                                                                     |
| 年份     | 標題         | 編劇 | 執行 製片人 | 開創人 |                                                                          |
| -------- | ------------ | ---- | ----------- | ------ | ------------------------------------------------------------------------ |
| 2016－18 | 《大法師》   | 是   | 是          | 是     | 4集                                                                      |
| 2019－20 | 《雨傘學院》 | 是   | 是          | 否     | 兼開發者； 劇本製作：「We Only See Each Other at Weddings and Funerals」 |
| 2022     | 《月光騎士》 | 是   | 是          | 是     | 2集                                                                      |

## 外部連結
- 傑瑞米·史列特在互联网电影资料库（IMDb）上的資料（英文）
- 在AllMovie上傑瑞米·史列特的頁面（英文）